# 경험효과
경험효과 (학습효과)는 동일 제품이나 서비스를 생산하는 두 기업을 비교할 경우, 일정기간 내에 보다 많은 제품이나 서비스를 생산했던 기업의 비용이 낮아지는 것을 가리킨다. 다른 기업보다 먼저 제조기법에 숙련되었거나, 새로운 고안 및 테크놀로지를 받아들여 작업순서가 원활해졌기 때문이다. 이러한 경험효과를 극대화하기 위해 등장했던 것이 테일러리즘이다.

## 같이 보기
- 헤르만 에빙하우스
- 경영
- 무어의 법칙
- 경험 기반 학습
- 미국 과학자 연맹